# P진수
수론에서 p진수(p進數, p-adic number)는 유리수의 체를 마치 어떤 소수 p에 대한 로랑 급수처럼 해석하여 완비시켜 얻는 체이다.
보다 구체적으로 설명하면, 임의의 소수 p에 대해, p진수들을 전부 모은 p진체는 유리수체의 완비화이다. 또한 p진수에는 p진 값매김이 주어져 있기에 거리 공간이 되며 따라서 위상 공간이기도 하다. 이 거리 공간은 완비 거리 공간(즉, 모든 코시 수열이 수렴한다)이며, 그렇기에 p진체 상에서 마치 실수체 상에서와 같은 해석학을 전개할 수 있는 것이다. p진법 체계의 유용성은 상당 부분 이와 같은 대수적 구조와 해석적 구조 사이의 상호 연관성에서 나온다.

## 개론
유리수체 {\displaystyle \mathbb {Q} }는 표준 노름 {\displaystyle |a/b|}에 대하여 완비 거리 공간을 이루지 않는다. 따라서, 이에 대하여 코시 수열들의 동치류들을 취하여 이를 완비화할 수 있는데, 이렇게 하여 실수체 {\displaystyle \mathbb {R} }을 얻는다. 유리수체의 표준 노름은 아주 유용하지만, 원하면 유리수체에 다른 노름을 줄 수도 있다. 이러한 노름에 대하여 완비화하면 다른 체를 얻게 된다. p진수는 이렇게 정의되는 체 가운데 하나다.
수론에서, 유리수들을 어떤 주어진 소수 p에 대한 형식적인 단항식으로 취급하게 되는 경우가 있다. 모든 0이 아닌 유리수는 {\displaystyle p^{n}(a/b)} ({\displaystyle a}와 {\displaystyle b}는 {\displaystyle p}로 나누어떨어지지 않음)의 꼴로 유일하게 나타낼 수 있다. 예를 들어, {\displaystyle p=7}이라고 하자. 그렇다면,
{\displaystyle 28/5=7\times (4/5)}
{\displaystyle -15/98=7^{-2}\times (-15/2)}
이는 "변수" {\displaystyle p=7}에 대한 단항식 {\displaystyle (4/5)p} 또는 {\displaystyle -(15/2)p^{-2}}와 유사하게 생각할 수 있다. 이제, {\displaystyle p}를 일종의 무한소로 취급하면, {\displaystyle p}의 인수를 더 많이 포함할수록 더 "작고", {\displaystyle p^{-1}}의 인수를 더 많이 포함할수록 더 "크다"고 생각할 수 있다.
이와 같이 유리수체 {\displaystyle \mathbb {Q} } 위에 {\displaystyle p}의 인수를 더 많이 포함할수록 더 노름이 작아지는 노름을 정의할 수 있다. p진체는 유리수체를 이 노름에 대하여 완비화한 체이다.

## 정의
p진수체 및 p진 정수환은 해석적인 기법 및 가환대수학적 기법으로 정의할 수 있다.

### 해석적 정의
{\displaystyle p}가 소수라고 하자. 유리수체 {\displaystyle \mathbb {Q} }에 다음과 같은 노름 {\displaystyle |\cdot |_{p}}를 정의할 수 있다.
{\displaystyle |p^{n}a/b|_{p}=p^{-n}} ({\displaystyle p\nmid a,b})
{\displaystyle |0|_{p}=0}
(모든 0이 아닌 유리수는 {\displaystyle p^{n}a/b}와 같은 꼴로 유일하게 나타낼 수 있다.) 이 노름을 p진 노름(영어: p-adic norm)이라고 한다.
유리수체 {\displaystyle \mathbb {Q} }를 이 노름에 대하여 완비화시켜 얻는 체를 p진체 {\displaystyle \mathbb {Q} _{p}}라고 하며, 그 원소를 p진수라고 한다.

### 대수적 정의
p진 정수환 {\displaystyle \mathbb {Z} _{p}}는 정수환 {\displaystyle \mathbb {Z} }를 소 아이디얼 {\displaystyle (p)}에서 완비화한 것이다. 즉, 다음과 같은 몫환들 사이에 자연스러운 환 준동형이 존재하며,
{\displaystyle \cdots \to \mathbb {Z} /p^{3}\to \mathbb {Z} /p^{2}\to \mathbb {Z} /p\to 0}
p진 정수환은 이들의 역극한이다.
{\displaystyle \mathbb {Z} _{p}=\varprojlim _{n}\mathbb {Z} /(p^{n})}
p진 정수환은 정역을 이루며, p진수체 {\displaystyle \mathbb {Q} _{p}}는 p진 정수환의 분수체이다.
{\displaystyle \mathbb {Q} _{p}=\operatorname {Frac} (\mathbb {Z} _{p})}
보다 추상적으로, p진 정수환 {\displaystyle \mathbb {Z} _{p}}는 크기 {\displaystyle p}의 유한체 {\displaystyle \mathbb {F} _{p}} 위의 {\displaystyle p}진 비트 벡터 환으로 정의할 수도 있다.

### p진 복소수
p진 복소수체 {\displaystyle \mathbb {C} _{p}}는 다음과 같이 정의한다.
1. p진체 {\displaystyle \mathbb {Q} _{p}}는 완비 거리 공간이지만 대수적으로 닫힌 체가 아니다. 그 대수적 폐포를 취하여, 대수적으로 닫힌 체 {\displaystyle {\bar {\mathbb {Q} }}_{p}}를 얻을 수 있다.
2. 대수적 폐포 {\displaystyle {\bar {\mathbb {Q} }}_{p}}는 대수적으로 닫힌 체이지만 완비 거리 공간이 아니다. 그 완비화를 취하여, {\displaystyle \mathbb {C} _{p}}라는 체를 얻는다. 이는 대수적으로 닫힌 체이자 완비 거리 공간이다. 이를 p진 복소수체로 정의한다.

## 성질

### p진 노름
p진 노름은 다음과 같은 성질들을 만족시킨다. 아래에서, {\displaystyle r,s\in \mathbb {Q} }는 임의의 유리수다.
- {\displaystyle |r+s|_{p}\leq \max\{|r|_{p},|s|_{p}\}}

이는 모든 노름들이 만족시키는 삼각 부등식 {\displaystyle |r+s|\leq |r|+|s|}보다 더 강한 조건이다.
- {\displaystyle \mathbb {Q} }의 표준 노름을 {\displaystyle |\cdot |_{\infty }}라고 쓰자. 그렇다면,

{\displaystyle |r|_{\infty }\prod _{p}|r|_{p}=1}
이다.

### p진 정수환
p진 정수환 {\displaystyle \mathbb {Z} _{p}}의 집합의 크기는 {\displaystyle 2^{\aleph _{0}}}이다. 즉, 실수체의 크기와 같다.
가환대수학적으로, p진 정수환은 이산 값매김환이다 (따라서, 주 아이디얼 정역이자 유클리드 정역이며, 크룰 차원이 1차원인 국소환이다). 값군은 무한 순환군 {\displaystyle \mathbb {Z} }이며, 값매김은 p진 노름 {\displaystyle |\cdot |_{p}\colon \mathbb {Q} _{p}\to \mathbb {Z} }이다.
p진 정수환의 가역원군 {\displaystyle \mathbb {Z} _{p}^{\times }}은 다음과 같다.
{\displaystyle \mathbb {Z} _{p}^{\times }=\mathbb {Z} _{p}\setminus (p)=\{a\in \mathbb {Z} _{p}\colon |a|_{p}=1\}}
p진 정수환의 모든 0이 아닌 원소는 다음과 같이 유일하게 나타낼 수 있다.
{\displaystyle a=p^{n}u\qquad (n\in \mathbb {N} ,u\in \mathbb {Z} _{p}^{\times })}
따라서, p진 정수환의 모든 아이디얼은 다음과 같은 두 꼴 가운데 하나이다.
- {\displaystyle (p^{n}),\;n\in \mathbb {N} }
- {\displaystyle (0)}

p진 정수환의 유일한 극대 아이디얼은 {\displaystyle (p)}이다. p진 정수환의 소 아이디얼은 영 아이디얼과 {\displaystyle (p)}이다.
p진 정수환의 몫환은 다음과 같다.
{\displaystyle \mathbb {Z} _{p}/(p^{n})\cong \mathbb {Z} /(p^{n})}
{\displaystyle \mathbb {Z} _{p}/(0)\cong \mathbb {Z} _{p}}
p진 정수환은 국소환이므로, 자연스러운 {\displaystyle (p)}진 위상을 갖추어 위상환을 이룬다. p진 정수의 덧셈 위상군의 폰트랴긴 쌍대군은 (이산 위상을 갖춘) 프뤼퍼 군 {\displaystyle \mathbb {Z} (p^{\infty })}이다.

### p진체
p진체 {\displaystyle \mathbb {Q} _{p}}는 다음과 같은 성질을 만족시킨다.
- {\displaystyle \mathbb {Q} _{p}}의 집합의 크기는 {\displaystyle |\mathbb {Q} _{p}|=2^{\aleph _{0}}={\mathfrak {c}}=|\mathbb {R} |}이다. 즉, 실수체의 크기와 같다.
- {\displaystyle \mathbb {Q} _{p}}는 유리수체를 부분체로 가지는 체이다. 그 체의 표수는 0이다.
- {\displaystyle \mathbb {Q} _{p}}는 순서 구조를 가하여 순서체로 만들 수 없다.
- 위상 공간으로서, p진체 {\displaystyle \mathbb {Q} _{p}}는 국소 콤팩트 하우스도르프 공간이지만, 콤팩트하지 않다.

### p진 복소수체
p진 복소수체 {\displaystyle \mathbb {C} _{p}}는 다음과 같은 성질을 만족시킨다.
- {\displaystyle \mathbb {C} _{p}}는 대수학적으로 표준 복소수체 {\displaystyle \mathbb {C} }와 동형이다. 즉, {\displaystyle \mathbb {C} _{p}}는 {\displaystyle \mathbb {C} }에 비표준 노름을 준 것으로 생각할 수 있다.
  - 따라서, {\displaystyle |\mathbb {C} _{p}|=|\mathbb {C} |={\mathfrak {c}}}이며, 대수적으로 닫힌 체임을 일 수 있다.
- 위상 공간으로서, {\displaystyle \mathbb {C} _{p}}는 하우스도르프 공간이지만 국소 콤팩트하지 않다.

## 예
p진수의 덧셈·뺄셈·곱셈은 p진법 실수의 덧셈·뺄셈·곱셈과 유사하며, 유일한 차이는 소숫점 왼쪽으로 무한한 수의 자릿수가 존재한다는 것 뿐이다. p진법 나눗셈은 조금 다른데, 이 경우 뺄셈을 할 때, 1의 자릿수가 0이 되게 하는 수를 찾아서 뺀다.
예를 들어, 3의 역수 ⅓을 5진수체로 표현하면 순환 5진 정수 {\displaystyle 1/3={\overline {13}}2_{5}}이다. (여기서 자릿수 위의 윗줄은 반복되는 자릿수를 나타낸다.) 이는 다음과 같이 증명할 수 있다.
{\displaystyle {\frac {5^{2}-1}{3}}={\frac {44_{5}}{3}}=13_{5};\,{\frac {5^{4}-1}{3}}={\frac {4444_{5}}{3}}=1313_{5};\,{\frac {5^{6}-1}{3}}={\frac {444444_{5}}{3}}=131313_{5};\cdots }
{\displaystyle \implies -{\frac {1}{3}}={\overline {13}}_{5}=\cdots 1313_{5}}
{\displaystyle \implies -{\frac {2}{3}}={\overline {13}}_{5}\times 2={\overline {31}}_{5}=\cdots 3131_{5}}
{\displaystyle \implies {\frac {1}{3}}=-{\frac {2}{3}}+1={\overline {13}}2_{5}=\cdots 132_{5}}
이는 직접 다음과 같이 계산할 수 있다.
{\displaystyle {\begin{array}{crl}&{\underline {\cdots 3132_{5}}}\\3)&{\color {White}{\cdots 000}}1_{5}\\-&{\underline {{\color {White}{\cdots 00}}11_{5}}}&(=3_{5}\times 2)\\&\cdots 4440_{5}\\-&{\underline {{\color {White}{\cdots 0}}14_{5}}}{\color {White}{0}}&(=3_{5}\times 3)\\&\cdots 430_{5}{\color {White}{0}}\\-&{\underline {{\color {White}{\cdots 0}}3_{5}}}{\color {White}{00}}&(=3_{5}\times 1)\\&\cdots 40_{5}{\color {White}{00}}\\-&{\underline {\cdots 4_{5}}}{\color {White}{000}}&(=3_{5}\times 3)\\&\cdots 0_{5}{\color {White}{000}}\end{array}}}
이는
{\displaystyle {\begin{array}{cr}\cdots &{\overset {2}{1}}{\overset {1}{3}}{\overset {2}{1}}{\overset {1}{3}}{\overset {2}{1}}{\overset {1}{3}}2_{5}\\\times &3_{5}\\\hline \\\cdots &000001_{5}\\\end{array}}}
로 검산할 수 있다. (여기서 윗첨자는 올림(영어: carry)이다.) 소숫점 오른쪽의 자릿수가 모두 0이므로, 이는 5진 정수이다.

## 역사
쿠르트 헨젤이 1897년에 대수적 수론에서 사용하기 위하여 도입하였다.

## 응용
원래 수론에서 도입되었지만, 오늘날 p진수는 초기의 목적에 비해 훨씬 더 다양한 분야에서 사용되고 있다. 예를 들어 p진 해석학은 미적분학의 p진법 버전이라 할 수 있다.
이론물리학에서도 p진수가 종종 사용된다.
컴퓨터 과학에서는 유리수를 나타내는 한 방법으로 사용된다.

## 같이 보기
- P진 해석학
- 2의 보수